# Cephalaspis
Cephalaspis Agassiz, 1843 è un genere di vertebrati primitivi estinti, vissuti nel Devoniano inferiore e nel Devoniano medio (circa 416 milioni di anni fa). I suoi resti sono piuttosto comuni in Europa occidentale, in particolare in Scozia. Altri resti sono stati ritrovati in Canada, in Ucraina e negli Stati Uniti d'America.

## Testa a ferro di cavallo
Dotato di una pesante corazza, il cefalaspide era una creatura simile a un pesce che abitava le correnti di acqua dolce e gli estuari. Con tutta probabilità si cibava di particelle presenti sul fondale, dal momento che la sua apertura boccale era posizionata ventralmente. Era un “pesce senza mascelle” e aspirava cibo dal fondo, in una maniera simile a quella degli odierni pesci gatto e storioni. La sua corazza (il nome Cephalaspis significa “testa scudo”) lo proteggeva dai predatori come i placodermi e gli scorpioni di mare. La testa del cefalaspide era a forma di ferro di cavallo, e veniva con tutta probabilità spostata a destra e sinistra sul fondo, per smuovere detriti e mettere allo scoperto le tane di piccoli animali come i vermi. Lo scudo cefalico poteva inoltre essere utilizzato come riserva di calcio, in ambienti poveri di ossigeno come le acque dolci in cui viveva il cefalaspide.

## Nella cultura di massa
Il cefalaspide, la cui specie più nota è Cephalaspis lyelli, era un tipico rappresentante degli osteostraci, primitivi “pesci” ritenuti vicini all'origine dei vertebrati con mascelle (Gnathostomata). Il cefalaspide e i suoi parenti, in ogni caso, non possono essere i diretti antenati degli altri pesci in quanto troppo specializzati. Nel documentario "L'impero dei mostri" della BBC, tuttavia, il cefalaspide è rappresentato come un antenato dei pesci veri e propri. In questa ricostruzione è rappresentato mentre viene inseguito e cacciato da uno scorpione marino gigante, Brontoscorpio anglicus. Questa ricostruzione, però, non è corretta: Brontoscorpio visse nel Siluriano superiore, qualche milione di anni prima del cefalaspide. Il programma, inoltre, suggerisce che il cefalaspide compisse migrazioni simili a quelle dei salmoni, ma non vi è alcuna prova di un simile comportamento.
Una ricostruzione di cefalaspide è presente nel Parco della Preistoria di Rivolta d'Adda, accanto a quella di un Coccosteo, un placoderma.

## Galleria d'immagini

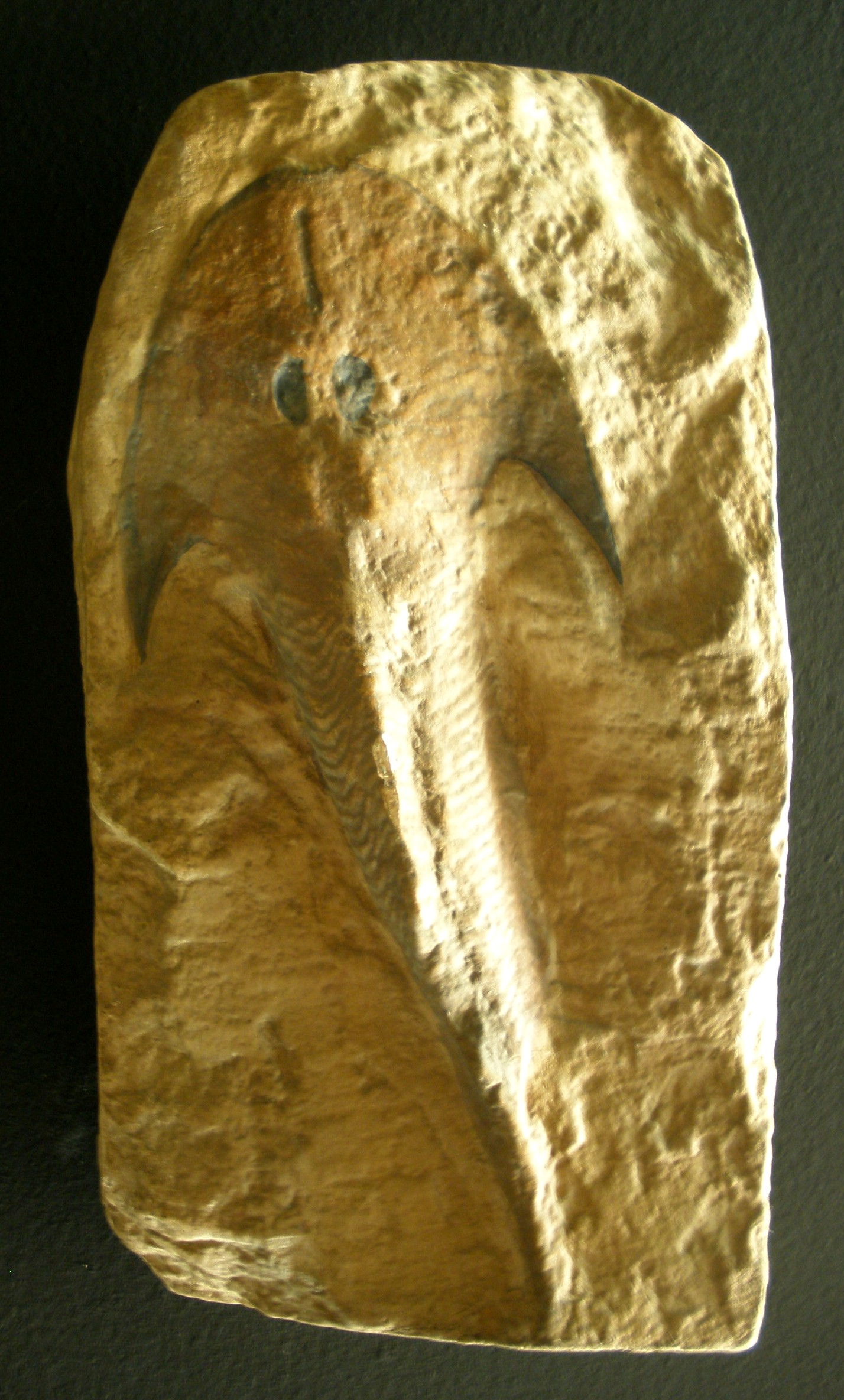
Fossile di Cephalaspis lyelli
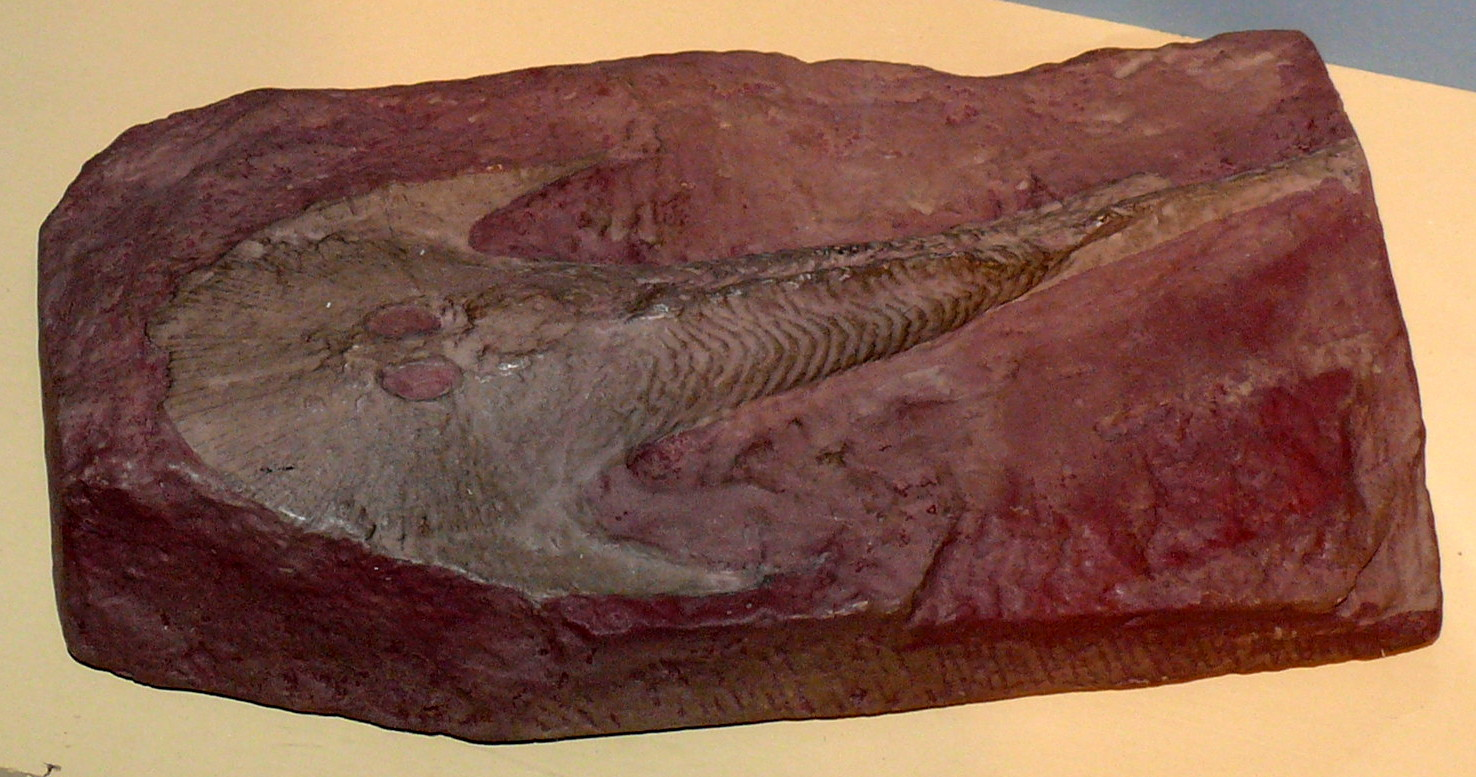
Fossile di Cephalaspis sp.
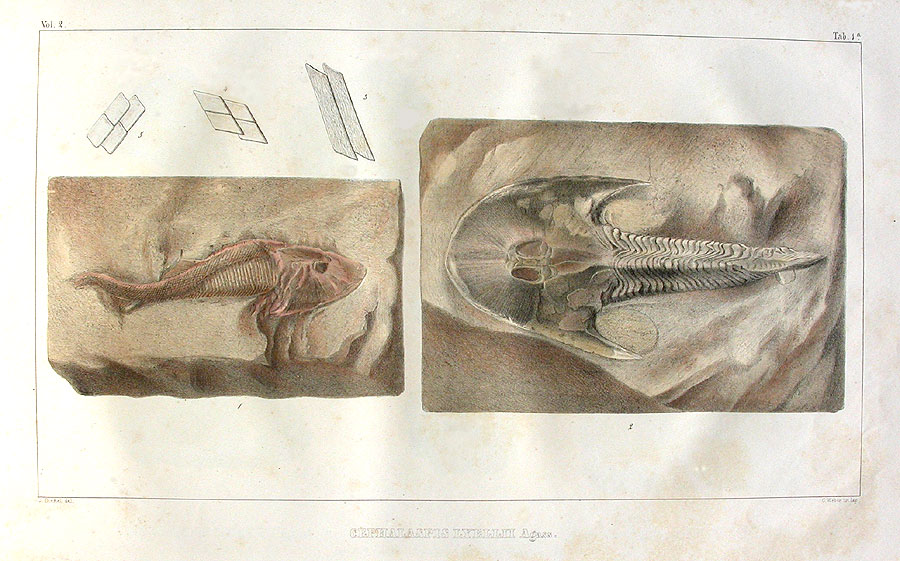
Ricostruzione di fossili di Cephalaspis tratta dal volume Recherches sur les Poissons Fossiles
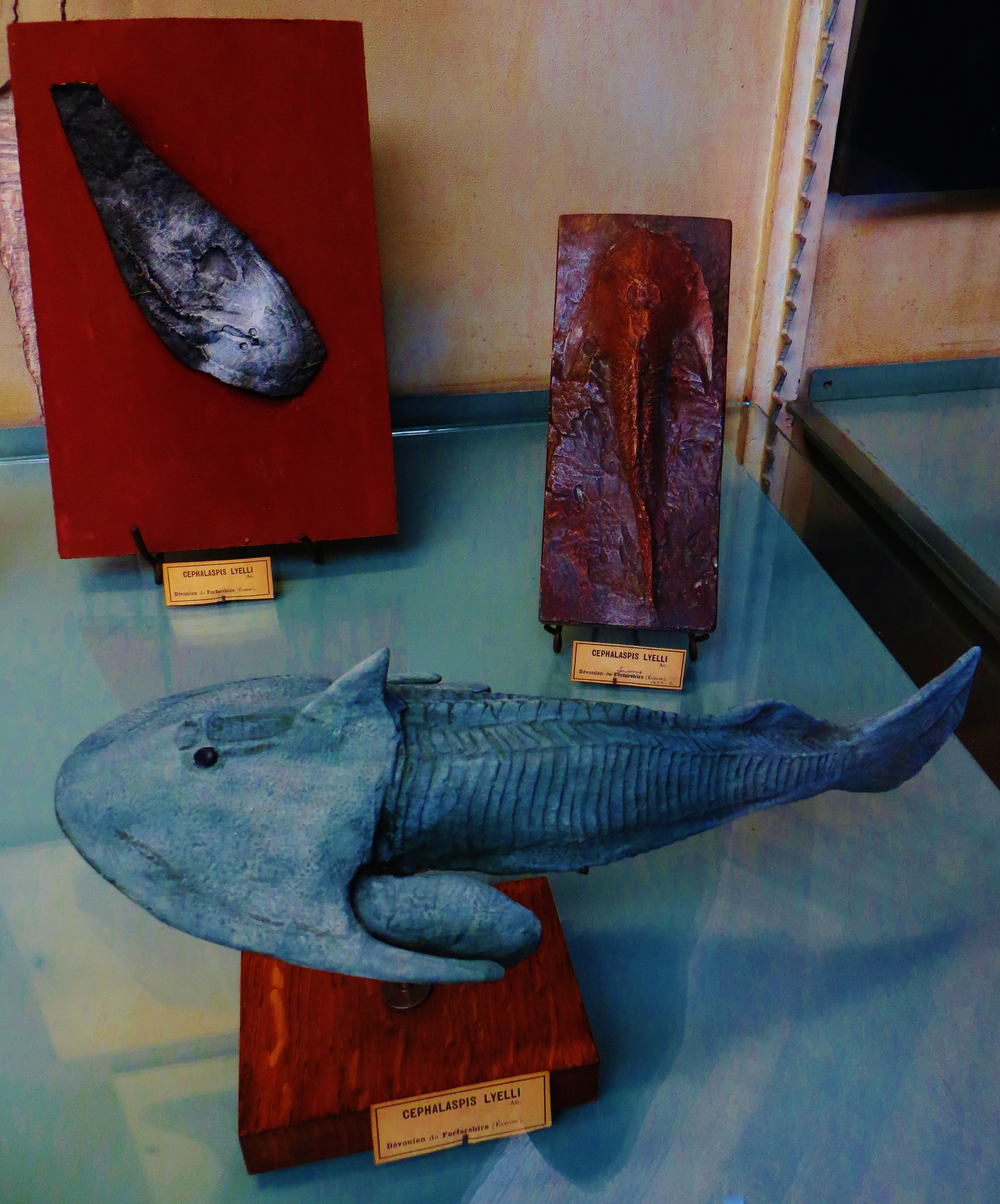
Fossile e ricostruzione di Cephalaspis lyelli